# Chichibunomiya Rugbystadion
Het Chichibunomiya Rugbystadion (Japans: 秩父宮ラグビー場) is een multifunctioneel stadion in Tokio, de hoofdstad van Japan. Het is vernoemd naar prins Chichibu Yasuhito (1902–1953), broer van Hirohito.

## Geschiedenis
Het stadion werd gebouwd in 1947 en heette aanvankelijk Rugbystadion Tokio. Toen Prins Chichibu Yasuhito, die tevens voorzitter van de rugbybond was, overleed in 1953 werd de naam van het stadion veranderd. Tijdens de Olympische Zomerspelen 1964 werden er vijf voetbalwedstrijden op het voetbaltoernooi in dit stadion gespeeld.
Op de plek van het stadion moet een nieuw stadion worden gebouwd. In 2022 werd er uit drie voorstellen een keuze gemaakt om een contract te sluiten met Kajima Corp om dit stadion te gaan bouwen. 